# San Pedro Matamoros
San Pedro Matamoros är en ort i Mexiko.   Den ligger i kommunen Tlahuapan och delstaten Puebla, i den sydöstra delen av landet, 60 km öster om huvudstaden Mexico City. San Pedro Matamoros ligger 2 542 meter över havet och antalet invånare är 1 286.
Terrängen runt San Pedro Matamoros är huvudsakligen kuperad, men österut är den platt. Runt San Pedro Matamoros är det ganska tätbefolkat, med 134 invånare per kvadratkilometer. Närmaste större samhälle är San Martin Texmelucan de Labastida, 15,4 km sydost om San Pedro Matamoros. Trakten runt San Pedro Matamoros består till största delen av jordbruksmark.